# Championnat du Costa Rica de football 1972-1973
Navigation
Saison précédente Saison suivante
La Primera División 1972-1973 est la cinquante-et-unième édition de la première division costaricienne.
Lors de ce tournoi, le Deportivo Saprissa a conservé son titre de champion du Costa Rica face aux sept meilleurs clubs costariciens.
La saison était divisée en deux phases, lors de la première phase, chacun des huit clubs participant était confronté quatre fois aux sept autres équipes, puis les quatre meilleures se sont affrontées une fois de plus.
Seulement deux places étaient qualificatives pour la Coupe des champions de la CONCACAF, places également qualificatives pour la Coupe de la fraternité.

## Les 8 clubs participants
| \| San José: Deportivo México Deportivo Saprissa / LD Alajuelense CS Cartagines CS Herediano Limón Northern I San José AD Ramonense I San José Municipal Turrialba \| Localisation des clubs engagés dans le championnat. |
| San José: Deportivo México Deportivo Saprissa / LD Alajuelense CS Cartagines CS Herediano Limón Northern I San José AD Ramonense I San José Municipal Turrialba                                                           |

| Club                | Stade                        | Capacité          | Ville        |
| LD Alajuelense      | Stade Alejandro Morera Soto  | 17 900            | Alajuela     |
| CS Cartagines       | Stade José Rafael Meza       | 13 500            | Cartago      |
| CS Herediano        | Stade Eladio Rosabal Cordero | 8 100             | Heredia      |
| Limón Northern      | Stade Juan Gobán             | 3 000             | Puerto Limón |
| Deportivo México    | Stade inconnu                | Capacité inconnue | Guadalupe    |
| AD Ramonense        | Stade Carlos Roldan          | 5 000             | San Ramón    |
| Deportivo Saprissa  | Stade national du Costa Rica | 25 500            | San José     |
| Municipal Turrialba | Stade Rafael Ángel Camacho   | 4 500             | Turrialba    |

## Compétition
Les quatre meilleures équipes après les 28 premiers matchs joue les 3 matchs suivants, le dernier du classement est relégué en Segunda División.
Le classement est établi sur l'ancien barème de points (victoire à 2 points, match nul à 1, défaite à 0).
Le départage final se fait selon les critères suivants :
- Le nombre de points.
- La différence de buts générale.
- La différence de buts particulière.
- Le nombre de buts marqué.

### Classement
| Rang | Équipe                  | Pts | J  | G  | N | P  | Bp | Bc | Diff |
| ---- | ----------------------- | --- | -- | -- | - | -- | -- | -- | ---- |
| 1    | Deportivo Saprissa (T)  | 43  | 31 | 17 | 9 | 5  | 59 | 30 | +29  |
| 2    | CS Cartagines           | 35  | 31 | 14 | 7 | 10 | 58 | 41 | +17  |
| 3    | Deportivo México        | 35  | 31 | 14 | 7 | 10 | 43 | 42 | +1   |
| 4    | AD Ramonense            | 31  | 31 | 12 | 7 | 12 | 50 | 58 | -8   |
| 5    | LD Alajuelense          | 31  | 28 | 12 | 7 | 9  | 34 | 23 | +11  |
| 6    | CS Herediano            | 27  | 28 | 11 | 5 | 12 | 43 | 35 | +8   |
| 7    | Limón Northern          | 21  | 28 | 7  | 7 | 14 | 37 | 60 | -23  |
| 8    | Municipal Turrialba (P) | 13  | 28 | 5  | 3 | 20 | 35 | 70 | -35  |

| Légende : Qualifications et relégations | Légende : Qualifications et relégations                                                                                |
| --------------------------------------- | --- |
|                                         | Coupe des champions de la CONCACAF 1974 (2e Tour de qualification) Coupe de la fraternité 1974 (en) (Phase de groupe)  |
|                                         | Coupe des champions de la CONCACAF 1974 (1er Tour de qualification) Coupe de la fraternité 1974 (en) (Phase de groupe) |
|                                         | Relégué en Segunda División                                                                                            |
|                                         | (T) : Tenant du titre (P) : Promu de la saison 1971-1972                                                               |

## Bilan du tournoi
| Tableau d'Honneur |                    |
| Compétition       | Vainqueur          |
| Primera División  | Deportivo Saprissa |

| Qualifications continentales 1973-1974 |                                  |
| Coupe des champions de la CONCACAF     | Qualifiés                        |
| Deuxième tour de qualification         | CS Cartagines                    |
| Premier tour de qualification          | Deportivo Saprissa               |
| Coupe de la fraternité                 | Qualifiés                        |
| Phase de groupe (en)                   | Deportivo Saprissa CS Cartagines |

| Promotions et relégations   |                     |
| Relégué en Segunda División | Municipal Turrialba |
| Promu de Segunda División   | Universidad         |

## Statistiques

### Meilleur buteur
- Leonel Hernández (CS Cartagines) 17 buts